# Real Betis Balompié
Il Real Betis Balompié, meglio noto come Real Betis, Betis o, in italiano, Betis Siviglia, è una società calcistica spagnola con sede nella città di Siviglia. Milita nella Primera División, la massima divisione del campionato spagnolo.
Fondato nel 1907 con il nome di Sevilla Balompié, nel 1914 assunse la denominazione di Betis, il nome latino del fiume Guadalquivir, che attraversa l'Andalusia. I colori sociali sono il bianco e il verde, mentre lo stemma sovrappone due “B” (di Betis e Balompié) ed è sormontato da una corona, simbolo di cui si fregiano le società sportive alle quali re Alfonso XIII di Spagna lo permise, da cui l'appellativo Real.
Nel suo palmarès conta un campionato spagnolo (1934-1935) e tre Coppe del Re (1976-1977, 2004-2005 e 2021-2022). A livello internazionale il massimo risultato è una finale di Conference League, raggiunta nell'edizione 2024-2025.

## Storia

### Origini e primi anni: 1907-1929

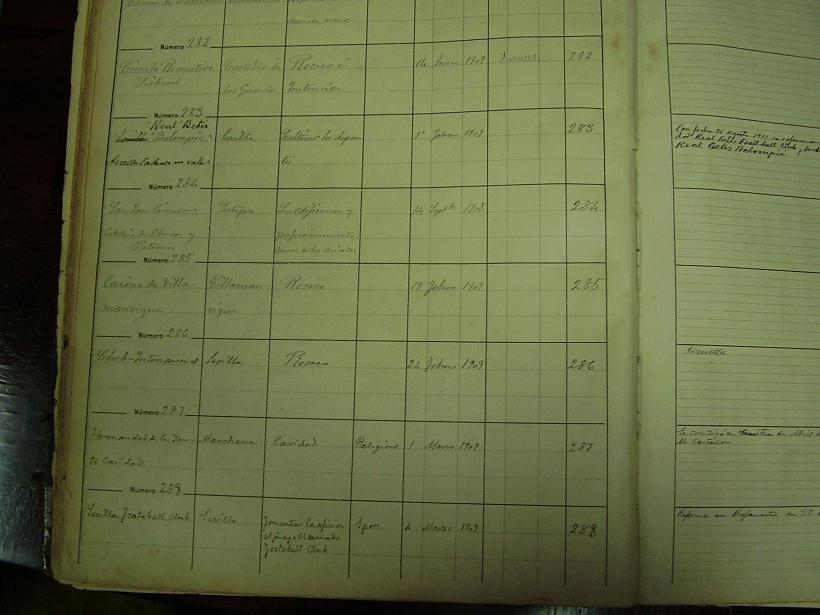
Pagina 36 del Libro de Registro del Gobierno Civil, su cui sono iscritti il Real Betis Balompié e il Sevilla Football Club

Nel 1907 un gruppo di studenti della Escuela Politécnica (situata nella calle Cervantes) che tenevano corsi preparatori in vista della carriera militare e per medicina, fondarono il Sevilla Balompié, che dal 1904 giocava a calcio. Si trattava della seconda squadra di calcio di Siviglia, dato che fonti della stampa attestano l'esistenza di partite del Siviglia. Tra questi studenti c'erano diversi gruppi di fratelli, gli Hermosa, Wesolousky, Castillo, Cascales e Gutierrez. Le prime magliette erano biancoazzurre.
Il primo presidente fu Juan del Castillo Ochoa, il primo allenatore, che era anche il capitano della squadra fu nel 1914 Manuel Ramos Asencio.
La sede sociale tra il 1907 e il 1909 fu nella calle Alfonso XII, nel 1910 fu spostata nella calle Federico de Castro e nel 1912 nella calle Jeronimo Hernandez, dove rimase fino al 1914.
Quel gruppo di giovani scelse un nome che evitasse l'espressione inglese foot ball, perciò coniarono la parola balompié che è diventata la carta d'identità del club.
Il 1º febbraio 1909 il club fu iscritto nel registro del Governo Civile.
Nel 1910 il Balompié vinse la prima edizione della Coppa di Siviglia, vinse questo torneo anche negli anni successivi fino al 1913. In quegli anni partecipò anche alla Coppa di Andalusia e fu invitato alla Coppa del Re, ma per motivi economici rinunciò a partecipare. La competizione fu poi vinta dall'Athletic Bilbao.

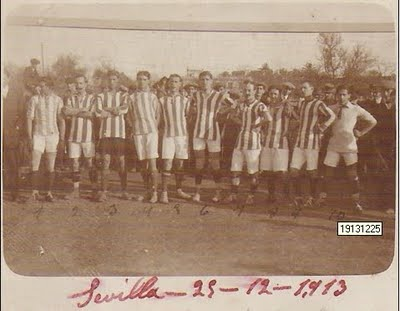
Una formazione del 1913

Nel 1909 in seguito a una scissione del Sevilla Football Club nacque la squadra del Betis Football Club. Eladio García de la Borbolla membro della giunta direttiva del Sevilla Football Club decise di dimettersi e fondare una propria squadra. Nel 1914 il Sevilla Balompié dopo aver vinto di nuovo la Coppa di Siviglia si fuse con questa nuova squadra assumendo il nome di Real Betis Balompié, nome che la squadra ha ancora oggi. Il titolo di Real era già posseduto dal Betis fin dal 1909, nel 1913 tuttavia la società era stata sciolta e ricreata l'anno seguente dalla famiglia Borbolla, che riuscì comunque ad ottenere il titolo onorifico dal re Alfonso XIII di Spagna.
La fusione dei 2 club fu approvata il 6 dicembre 1914 dalla giunta direttiva del Sevilla Balompié e due giorni dopo da quella del Betis Football Club.
Nel mese di agosto del 1915, il governatore civile di Siviglia, Severo Nuñez, approvò gli statuti della nuova società e il cambio di nome del club assorbente. In questo modo, l'autorità civile stabilì che la fusione era nella forma dell'assorbimento mantenendo a tutti gli effetti la continuità giuridica della prima società.
Il Sevilla Balompié apportò alla nuova società la maggior parte dei giocatori, il palmarès, i tifosi e il campo di gioco, che dal 1913 era il Campo de las tablas verdes, mentre il Betis FC apportò principalmente il titolo di Real.
Il nuovo club continuò a essere conosciuto come il Balompiè e i suoi tifosi come balompedistas fino agli anni trenta quando iniziarono a farsi strada le denominazioni di Betis per la squadra e di beticos per i suoi tifosi.
Il processo di assorbimento e non di fusione tra le due società provocò che alcuni dei soci del Real Betis Football Club guidati da Antonio Gutiérrez e Rafael García de la Borbolla, in disaccordo con la nuova società fondarono una nuova società con il nome di Betis Football Club, nel 1915. Questa nuova società sparì poco tempo dopo.
Dopo essersi proclamati Campioni di Siviglia nel 1915, il Betis iniziò una lenta decadenza che lo portò quasi a scomparire, era il periodo del professionismo mascherato e la squadra non aveva la possibilità di pagare i calciatori che volevano stipendi sempre maggiori. Più di una decina dei suoi migliori giocatori, in poco tempo, se ne andò.
Nel 1924 il Betis, grazie a vari fondatori che tornarono dopo alcuni anni al club (Castillo, Wesolousky, Hermosa, Fernández Zúñiga, Cascales e altri), migliorò nei risultati, vincendo la Coppa Spencer nel 1926 e la Coppa di Andalusia nel 1928.
Quando venne costituita la Liga, il Real Betis Balompié era un club consolidato sotto vari profili però il primo anno fu iscritto al campionato di Segunda División con inizio il 17 febbraio del 1929, era comunque tra le squadre più accreditate ad essere promosse in Primera División.

### 1930-1947: Età d'oro e declino
All'inizio degli anni 30 i tifosi iniziarono a sostituire i termini Balompié e balompedista con Betis e betico per indicare la squadra e i suoi giocatori. La squadra in questo periodo scrisse alcune delle pagine più belle della sua storia. In meno di 10 mesi il Betis arrivò ad essere la prima squadra del sud a raggiungere la finale della Coppa del Re e il 3 aprile del 1932, a 25 anni dalla nascita vinse il titolo di seconda divisione.
Per questo il Betis, senza la dicitura Real durante la Seconda repubblica spagnola, fu la prima squadra dell'Andalusia a essere promossa in prima divisione.
Una volta promosso, fece una squadra che nel campionato 1934-1935 riuscì a vincere il titolo. L'allenatore era Patrick O'Connell, la formazione era la seguente: Urquiaga, Areso, Aedo, Peral, Gómez, Larrinoa, Adolfo, Lecue, Unamuno, Timimi, Saro. Della rosa facevano parte anche Caballero, Rancel, Valera ed Espinosa.
Il 28 aprile 1935, durante la festa principale di Siviglia, la Feria de Abril, il Betis, vincendo a Santander contro il Racing de Santander per 5-0 ottenne il titolo di campione di Spagna; la festa negli stand della fiera fu indimenticabile.
L'anno successivo, fedele alla sua storia fatta di alti e bassi, il Betis passò dalla cima all'abisso; la squadra campione fu smantellata: 3 dei migliori calciatori furono venduti per far fronte alla difficile situazione economica, altri 4 furono lasciati liberi. Il colpo peggiore venne dalla guerra civile che lasciò il club senza calciatori: tra quelli che restarono nella zona nord della Spagna e quelli che andarono al fronte, soltanto Peral e Saro restarono di quelli che solo 15 mesi prima avevano conquistato la vittoria nel campionato.
Le conseguenze della guerra civile furono disastrose per il Betis, che, inoltre non sfruttò una norma che permetteva di ritardare il ritorno alle competizioni per i club che avevano avuto gli stadi utilizzati per necessità belliche, e tornò alle competizioni già dalla stagione 1939-1940.
In conseguenza di questo il 28 aprile 1940, esattamente 5 anni dopo la vittoria del campionato, la squadra retrocesse. Due anni dopo riuscì ad essere promosso per poi retrocedere nel 1943. Il ritorno in prima divisione avverrà soltanto 15 anni dopo. Il punto più basso della storia del club fu raggiunto il 13 aprile 1947 proprio nel luogo dove aveva raggiunto il punto più alto, quando dopo essere stato sconfitto 4-1 a Santander retrocesse in terza divisione.

### 1947-1958: Gli anni del "manquepierda"
Difficilmente si può capire cos'è il Betis senza menzionare i 7 anni durante i quali giocò nella terza divisione, perché fu allora che il club e i suoi tifosi si formarono un'identità che li accompagna fino ai giorni nostri. Secondo molti autori, questa identità è la sua alma, che si trova in un'espressione che negli anni Cinquanta destò la simpatia di tutta Spagna: ¡Viva er Beti manque pierda! (Viva il Betis nonostante perda).
Il poeta Joaquín Romero Murube descrisse quei tempi e quell'espressione con le seguenti parole: "Il Betis si costruì un morale indistruttibile a prova di sconfitte... però invece di adottare questa inesplicabile rinuncia che abbiamo applicato, per nostra disgrazia, a tante avversità -quella di stringerci le spalle invece di stringerci il cuore-, il Betis, dopo l'ecatombe, combatteva ogni pomeriggio con maggiore entusiasmo per la conquista della sua gloria".

### Dal 1958 al 1966
Il presidente Manuel Ruiz Rodríguez lasciò la guida del club non potendo assicurare un futuro economicamente forte e gli subentrò l'ex presidente Benito Villamarin. Durante la sua guida che fu di luci e ombre, il Betis risalì nella massima serie nella stagione 1958-59. Nel 1960 destò scalpore la vendita del giocatore più rappresentativo di allora, ossia Luis del Sol, al Real Madrid per circa 6.500.000 di pesetas. Tale cessione non arrestò l'ascesa in campo nazionale del Betis che culminò col raggiungimento, nella stagione 1963-64, del 3º posto (miglior piazzamento dal 1935) nella liga spagnola vinta quell'anno dallo stesso Real Madrid. Quell'annata il Betis disputò i propri incontri casalinghi all'Heliópolis Estadio, acquistato due anni prima. Dalla stagione successiva iniziò nuovamente un periodo di crisi per il Betis Siviglia: in Europa il cammino nella Coppa delle Fiere si concluse al primo turno contro i francesi del Rennes, il campionato finì con un dodicesimo posto, raggiungendo la salvezza solamente grazie alla differenza reti nei confronti del Real Murcia, l'annata fu contraddistinta dall'improvvisa morte dell'allora tecnico Andrés Aranda avvenuta durante prepartita dell'incontro con il Real Zaragoza. Il posto di allenatore dopo questa fu allora affidato a Ernesto Pons, che però al termine della stagione non venne confermato. La stagione 1964-1965 fu anche l'ultima annata di Benito Villamarín come presidente della squadra sivigliana che, ancora scosso per ciò che era successo ad Aranda, decise di lasciare la presidenza a suo fratello Avelino Villamarín Prieto col quale si aprì ufficialmente un periodo di crisi profondo per la squadra sivigliana. Il Betis chiuse infatti la stagione 1965-1966 all'ultimo posto della Liga collezionando in tutto solamente sette vittorie.

### 1966-1977: morte di Villamarín e nuova risalita
La morte di Benito Villamarín il 15 agosto 1966, causò una crisi interna. Andrés Gaviño gli succedette alla presidenza, senza che alle elezioni ci fosse alcuno sfidante; come primo atto della propria presidenza cercò di acquistare dal Real Madrid il portiere Vicente, apparentemente senza darne notizia al Consiglio direttivo del club. Tale operazione aumentò il clima di tensione all'interno del club che culminò con Gaviño che rassegnò le proprie dimissioni il 6 settembre 1966. Al suo posto venne provvisoriamente scelto José María Doménech, che sarà poi sostituito da Julio de la Puerta.
L'inizio in campionato fu altalenante: il nuovo allenatore Luis Bello si trovò ben presto al centro di molte critiche a causa dei punti persi in casa. Alla sedicesima perse 0-3 contro il Castellón e presentò le sue dimissioni, lasciando il Betis al settimo posto in classifica.
Dopo poche partite il presidente Julio de la Puerta viaggiò a Madrid, e raggiunse un accordo con Antonio Barrios, stella della promozione nel 1958. Tuttavia, l'alternanza di risultati permise comunque alla squadra di ottenere un posto per contestare la promozione al CF Granada.

### 1977-1986: Successo in Coppa del Re e in Europa
Il 25 giugno 1977 il Betis sfidò l'Athletic Bilbao allo stadio Vicente Calderón di Madrid, nella finale di Coppa del Re. La partita finì 2-2, con il Betis che poi vinse 8-7, dopo ben 21 rigori. Questo rese fantastica un'ottima stagione in cui il club giunse quinto in campionato.
Dopo questo trionfo, il Betis giocò la Coppa delle Coppe. Dopo aver eliminato il Milan con un 3-2 complessivo nel primo turno, il Betis ha raggiunto i quarti di finale dove ha perso contro la Dynamo Mosca. Nonostante questa buona prestazione in Europa, i biancoverdi concludono il campionato con la retrocessione. L'anno dopo il Betis raggiunse la promozione, seguita da un buon periodo. Le successive tre stagioni ha ottenuto tre sesti posti, con qualificazione in coppa UEFA nel 1982 e nel 1984. Il 1982 ha visto il Betis uscire al primo turno subendo una sonora sconfitta contro il Benfica, mentre nel 1984 uscì di nuovo al primo turno, questa volta ai rigori contro l'Universitatea Craiova.Durante l'estate del 1982, lo stadio Benito Villamarín ha ospitato due partite dei mondiali del 1982, e fu anche teatro del famoso 12-1 della nazionale spagnola contro Malta, sufficiente a qualificarsi per gli europei del 1984. Nel 1986 il Betis perse la finale della Coppa di Lega spagnola, contro il Barcellona.

### 1986-2007: Crisi economica, Lopera e i successi di Serra Ferrer

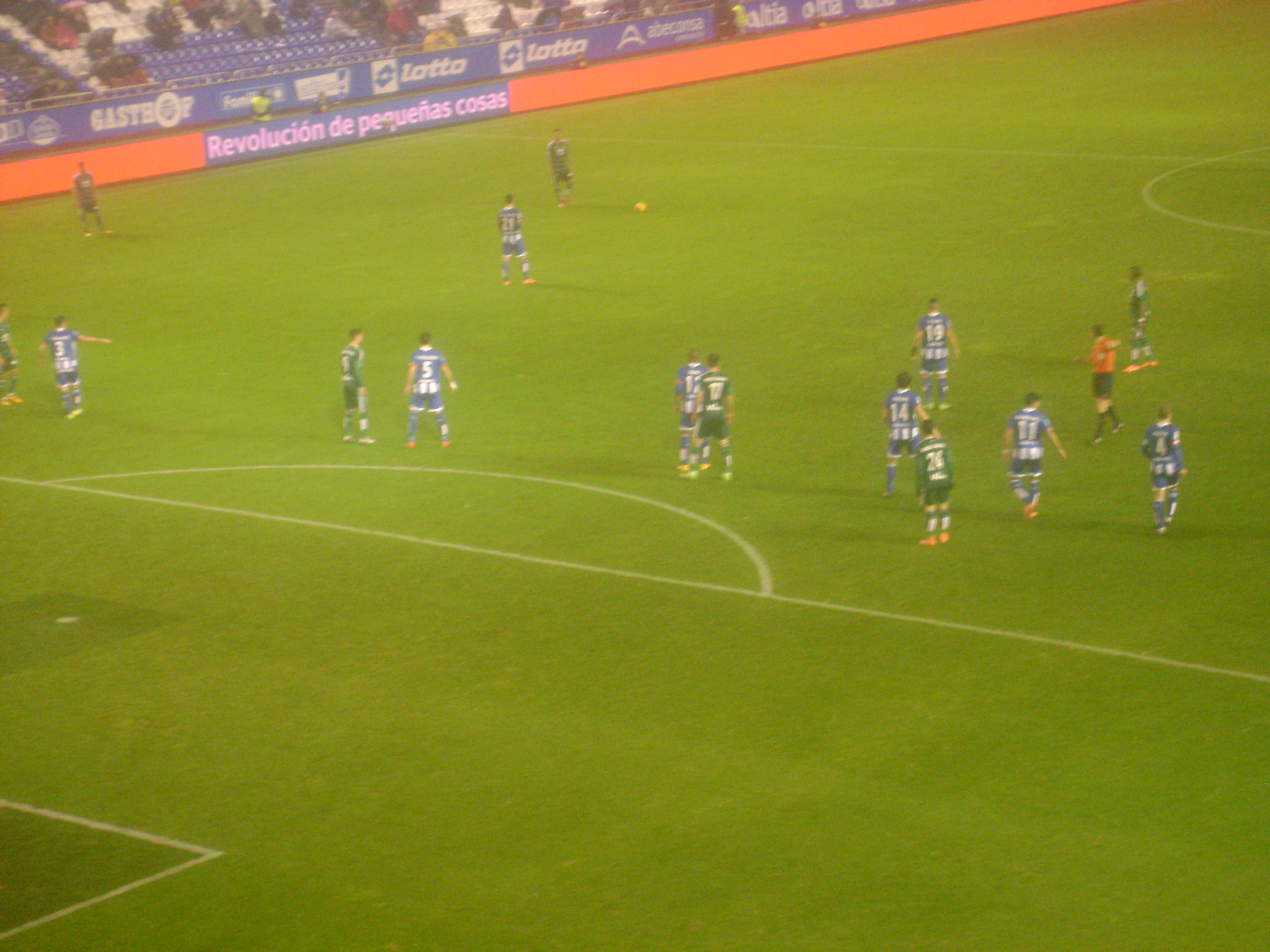
Deportivo de La Coruña vs. Betis

Il Betis conobbe un periodo di promozioni e retrocessioni fino al 1992, quando fu costretto a rispettare nuove regole, cioè coprire un capitale sociale di 1.200 milioni di pesetas, circa il doppio di quello di tutte le squadre di prima e seconda divisione, nonostante si trovasse in seconda divisione.
In soli tre mesi i tifosi sborsarono 400 milioni di pesetas, un equivalente del 60-100% della maggior parte delle squadre di massima divisione, e il vicepresidente Manuel Ruiz de Lopera divenne azionista di maggioranza quando la squadra evitò la retrocessione in terza serie.
Dopo altre tre stagioni in seconda divisione, sotto la guida di Lorenzo Serra Ferrer il Betis tornò in massima serie per la stagione 1994-1995, e raggiunse il terzo posto finale, qualificandosi per la Coppa UEFA.
In Europa il Betis eliminò il Fenerbahçe (4-1 complessivo) e il Kaiserslautern (4-1) prima di perdere contro il Bordeaux poi finalista (3-2). Nel 1997, trent'anni dopo aver vinto il trofeo per la prima volta, il club tornò a disputare la finale della Coppa del Re, di nuovo a Madrid, anche se questa volta al Santiago Bernabéu. Perse per 2-3 contro il Barcellona, dopo i tempi supplementari.
Il tecnico Serra Ferrer approdò al Barcellona e fu sostituito da Luis Aragonés, che rimase alla guida del club andaluso per una sola stagione, conducendo il club all'ottava posizione in campionato e ai quarti di finale nella Coppa delle Coppe, dove la squadra perse con un punteggio complessivo di 2-5 contro i futuri campioni del Chelsea.
Aragonés fu sostituito da Javier Clemente. Nell’agosto del 1998 il club andaluso concluse uno degli affari più importanti della propria storia. Investì, infatti, una cifra considerevole sul talentuoso brasiliano Denílson, versando nelle casse del San Paolo l'equivalente di 63 miliardi di lire (21,5 milioni di sterline) e completando il trasferimento più costoso della storia. Malgrado l’innesto del brasiliano, la squadra scivolò all'undicesimo posto e fu eliminata in Coppa UEFA dal Bologna nel terzo turno. Nelle successive due stagioni il Betis ebbe molti allenatori, retrocesse e fu promossa ai play-off dopo aver concluso il campionato al sesto posto, con Juande Ramos al timone.
Ramos lasciò il club dopo appena una stagione e fu rimpiazzato da Víctor Fernández, che guidò la squadra ad un ottavo e ad un nono posto in campionato e al terzo turno della Coppa UEFA 2002-2003 (eliminazione contro l'Auxerre, 1-2 complessivo).
Dopo due anni Fernández lasciò la squadra e fu sostituito dal rientrante Serra Ferrer, che condusse la formazione biancoverde al quarto posto nella massima serie. Vinse anche la Coppa del Re 2004-2005, battendo in finale al Vicente Calderón di Madrid l'Osasuna per 2-1 e sollevando il trofeo dopo 28 anni.
Nel 2005-2006 i biancoverdi diventarono la prima squadra andalusa a competere nella Champions League, dove raggiunsero la fase a gironi dopo aver eliminato il Monaco nell'ultimo turno preliminare (3-2 complessivo). Sorteggiato nel Gruppo G, nonostante una vittoria per 1-0 in casa contro il Chelsea, il club andaluso alla fine si piazzò terzo nel girone, venendo "retrocesso" in Coppa UEFA, dove fu eliminato agli ottavi dalla Steaua Bucarest (0-0 in trasferta, 0-3 in casa).

### 2007-2009: Dal centenario alla retrocessione
Nel 2007 il Betis celebrò il proprio centenario. Per celebrare l'evento il 9 agosto il club affrontò il Milan campione d'Europa, battendolo per 1-0 con un gol di Mark González su calcio di rigore. Sette giorni dopo vinse a Cadice il Trofeo Ramón de Carranza, battendo in finale il Real Saragozza ai tiri di rigore dopo aver eliminato in semifinale il Real Madrid.
L'estate 2007 segnò un profondo cambiamento nella rosa, con 8 nuovi acquisti e 14 partenze. Dal 2007 al 2009 si alternarono sulla panchina del Betis quattro allenatori.
Nel 2008-2009, dopo il pari casalingo per 1-1 contro il Real Valladolid, la squadra, giunta 18ª nella Liga, retrocesse in Segunda División.
Il 15 giugno 2009 anche Rafael Gordillo, del Sol, Hipólito Rincón, Julio Cardeñosa, parteciparono alla manifestazione di protesta per chiedere a Ruiz de Lopera di mettere in vendita la sua quota di maggioranza (il 54% delle azioni del club).

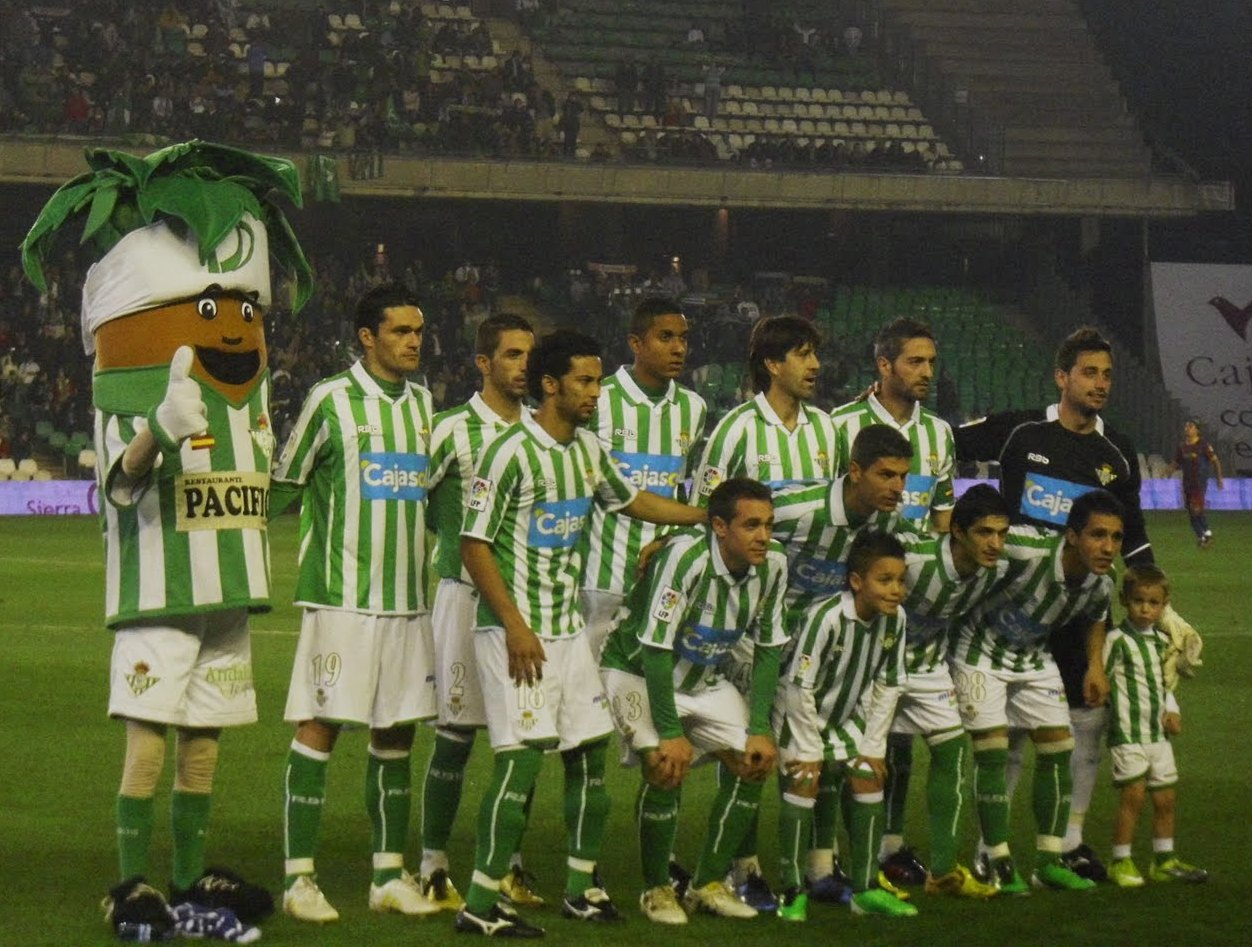
Il Betis che batté per 3-1 il (senza tuttavia eliminarlo) nel ritorno dei quarti di finale della Coppa del Re 2010-2011

### 2009-2012: Tra promozioni e retrocessioni
Nel 2009-2010 il Betis si piazzò quarto in seconda serie. Nel frattempo Ruiz de Lopera fu indagato per frode. Il 7 luglio 2010, una settimana prima dell'inizio del processo a suo carico, cedette il 94% delle sue azioni a Bitton Sport, gruppo di proprietà di Luis Oliver, per soli 16 milioni di euro.
La risalita nella Liga avvenne al termine della stagione 2010-2011, iniziata con quattro vittorie consecutive prima della sconfitta in casa dell'Albacete, che rimase l'unica sino alla tredicesima giornata. Il Betis mantenne la vetta della classifica sino ad un periodo negativo coinciso con quattro sconfitte consecutive dalla 21ª alla 24ª giornata, che fecero scendere la squadra al terzo posto. La vetta fu riguadagnata alla 30ª giornata e, in via definitiva, dalla 33ª. Con il primo posto in seconda divisione dopo 42 giornate il Betis, sospinto dai gol di Rubén Castro, autore di 27 marcature, ottenne la promozione. Nella stessa stagione il Betis uscì ai quarti di finale di Coppa del Re contro il Barcellona, da cui fu sconfitto per 5-0 al Camp Nou prima di batterlo per 3-1 in casa.
Sotto la guida di Pepe Mel il Betis iniziò la stagione 2011-2012 della Liga con quattro vittorie in quattro partite. Alla fine si piazzò al 13º posto.

### 2012-: Esperienze in Europa e vittoria della Coppa del Re
Nel 2012-2013 arrivò il settimo posto e la qualificazione all'Europa League, la prima nelle coppe europee dopo sette anni. In Coppa del Re il Betis fu eliminato ai quarti di finale dall'Atlético Madrid poi vincitore del trofeo.

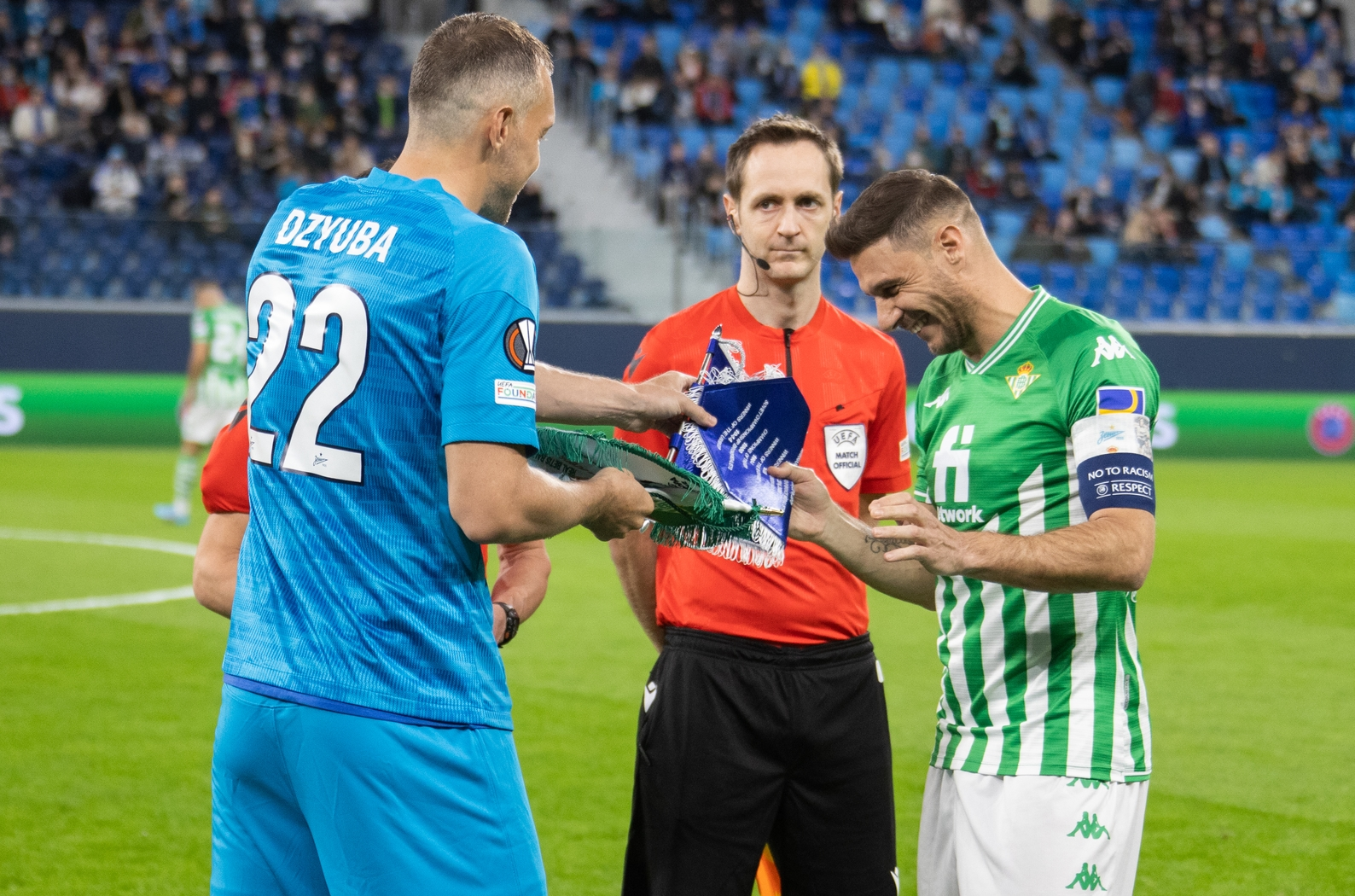
Il capitano Joaquín (a destra) prima di una gara di Europa League contro lo nel febbraio 2022

Nel 2013-2014 la squadra disputò l'Europa League, dove superò lo Jablonec nel play-off e, come seconda classificata, il girone con Olympique Lione, Vitória Guimarães e Rijeka, per poi eliminare Rubin ai sedicesimi e cadere agli ottavi di finale contro i concittadini del Siviglia ai tiri di rigore. Nella stessa stagione non riuscì, tuttavia, ad evitare la retrocessione in seconda serie, avvenuta con tre giornate di anticipo. Il ritorno nella Liga fu in tal caso immediato: la squadra si piazzò seconda nel campionato di Segunda División 2014-2015 e Rubén Castro fu autore di 32 gol.
Nel 2015-2016 il Betis si classificò decimo nella Liga e l'anno dopo quindicesimo; mentre l'annata 2017-2018 fu chiusa al sesto posto in campionato, con qualificazione alla fase a gironi di UEFA Europa League 2018-2019.
Nel 2018-2019 gli spagnoli non andarono oltre il decimo posto in campionato, finendo a soli 3 punti dalla zona europea, mentre in Europa League, inseriti nel girone con Milan, Olympiacos e F91 Dudelange, chiusero al primo posto il raggruppamento con 12 punti, prima di essere eliminati ai sedicesimi di finale dal Rennes. Dopo un deludente quindicesimo posto nella stagione 2019-2020, nel 2020-2021 i biancoverdi raggiunsero il sesto posto, valevole la qualificazione all'Europa League 2021-2022, dove venne inserito nel gruppo G, concluso al secondo posto dietro Bayer Leverkusen e davanti a Celtic e Ferencváros. Nella fase a eliminazione diretta dopo aver battuto lo Zenit San Pietroburgo (2-3; 0-0) viene eliminato agli ottavi di finale dall'Eintracht Francoforte (1-2; 1-1). In ambito nazionale, invece, la squadra vinse la Coppa del Re battendo in finale il Valencia ai tiri di rigore.
In campionato la squadra bianco-verde si classifica al 5º posto (miglior piazzamento dal 2004-2005) qualificandosi per l'Europa League.
Nella stagione 2022-2023, l'avventura del Betis in Europa League inizia bene con il primo posto nel girone davanti agli italiani della Roma, ai bulgari del Ludogorec e ai finlandesi dell'HJK Helsinki ma chiude il proprio cammino già agli ottavi per mano del Manchester United. In campionato, invece, il Betis chiude al 6º posto, qualificandosi però nuovamente per l'Europa League.
Nella stagione 2023-2024, il cammino europeo continua a non riservare grandi soddisfazioni: il Betis, infatti, chiude anticipatamente l'avventura in Europa League già ai gironi, chiudendo al terzo posto alle spalle di Rangers e Sparta Praga e venendo retrocesso in Conference League, dalla quale viene però eliminato già agli spareggi per mano della Dinamo Zagabria. Il 7° posto in LaLiga permette però agli spagnoli di qualificarsi nuovamente in Europa, in Conference League.
Nella stagione 2024-2025, il cammino europeo del Betis in Conference League è molto positivo. Dopo il quindicesimo posto nella fase campionato iniziale, il Betis raggiunge la sua prima finale in una competizione europea. Infatti, nella fase a eliminazione diretta elimina agli spareggi i belgi del Gent, agli ottavi i portoghesi del Vitoria Guimaraes, ai quarti i polacchi dello Jagiellonia e in semifinale gli italiani della Fiorentina, accedendo alla finale di Conference League, dove viene però nettamente sconfitto dal Chelsea per 4-1, ottenendo il secondo posto.

## Colori e simboli

### Colori
Alle sue origini il Sevillia Balompié indossava una maglia blu e dei pantaloncini bianchi. Alla fine del 1911 cominciò a indossare una maglia a strisce verticali bianche e verdi, portata da Glasgow su richiesta di Manuel Ramos Asensio. Ramos aveva studiato da bambino presso i maristi di Dumfries, vicino a Glasgow, la città della squadra di calcio del Celtic. Dopo la fusione del 1914 tra il Sevillia Balompié e il Betis Football Club, furono utilizzate diverse divise: una con strisce gialle e nere che il Betis Football Club aveva utilizzato in precedenza e un'altra con di colore verde. Intorno al 1919 o al 1920 fu nuovamente utilizzata la divisa verde e bianca proposta da Manuel Ramos nel 1911. Il ritorno a questi colori coincise con la loro adozione formale da parte della regione andalusa nel 1918, anche se non si sa se esista o meno un legame tra i due eventi.

### Divise
| 1907      | 1911      | 1914      | 1919      | 1995-97   |           |           |           |
| 1998-99   | 1999-00   | 2000-02   | 2002-2003 | 2003-2004 | 2004-2006 | 2006-2007 | 2007–2008 |
| 2008–2009 | 2009–2010 | 2010–2011 | 2011–2012 | 2012–2013 | 2013–2014 |           |           |
| 2014–2015 | 2015–2016 | 2016–2017 | 2017–2018 | 2018–2019 | 2019–2020 |           |           |
| 2020–2021 | 2021–2022 | 2022–2023 | 2023–2024 | 2024–2025 |           |           |           |

### Simboli ufficiali

#### Stemma
Lo stemma attuale è formato da un cerchio con due "B" intrecciate, Il cerchio è collocato in un triangolo, diviso in tredici strisce verdi e bianche. Lo stemma è sormontato dalla corona reale.
Lo stemma del Sevilla Balompié era formato da un cerchio con al centro una "S" e una "B" intrecciate. Nel 1915, dopo la fusione dell'anno precedente con il Real Betis F.C., venne introdotto uno stemma circolare sormontato dalla corona reale, con al centro la dicitura "Betis Balompié". Poco tempo dopo, venne introdotto uno stemma a forma quadrata, anch'esso sormontato dalla corona reale, ma all'interno erano presenti due "B" intrecciate. Pochi anni dopo il quadrato venne abbandonato, in favore del ritorno dello stemma circolare, fino al 1931, quando a causa dello stabilimento in Spagna della Seconda Repubblica la corona reale venne eliminata dallo stemma.
Sempre nel 1931 lo stemma venne stravolto, diventando di forma triangolare con all'interno strisce verde e bianche e nella parte superiore comparvero le lettere "B" e "C", acronimo di "Betis Club".
L'anno seguente, nel 1932, lo stemma venne ridisegnato, rimanendo di forma triangolare ma diviso in tredici strisce verdi e bianche, con all'interno un quadrato con iscritte le iniziali.

Nel 1940, dopo la guerra civile spagnola, il nuovo regime istituito nel paese permise ai club di reintegrare la corona reale, così l'anno seguente venne aggiunta di nuovo anche allo stemma del Betis. Questo causò una divisione di opinioni, tra chi voleva questo design e chi preferiva un ritorno a quello del 1931, così nel 1957 venne introdotto lo stemma attuale.

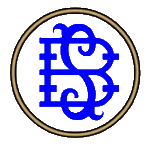
Stemma del Sevilla Balompié (1909-1915)
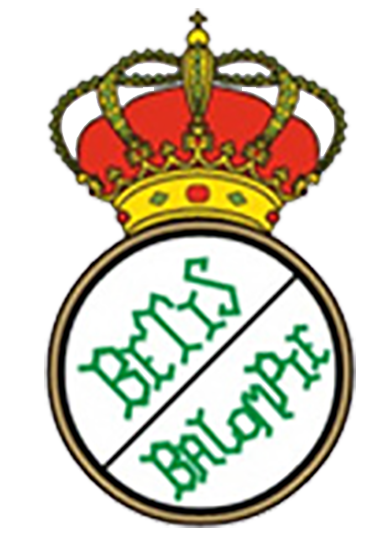
Primo stemma del Real Betis Balompié, sormontato dalla corona reale (1915-1922)
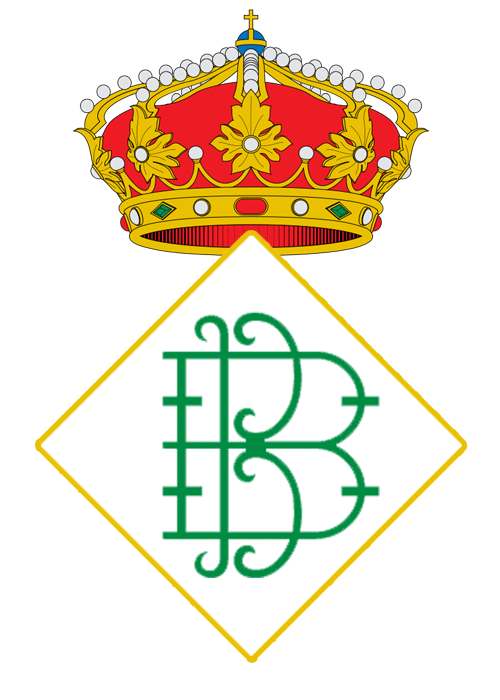
Introduzione dello stemma a forma quadrata, all'interno sono presenti le iniziali (1922-1925)
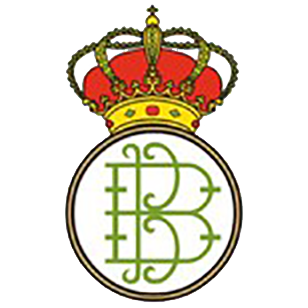
Ripristino della forma circolare (1925-1931)
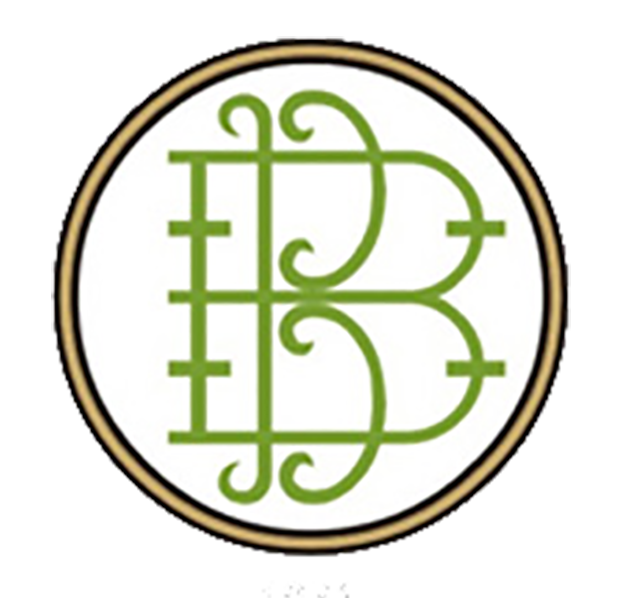
Rimozione della corona reale (1931)
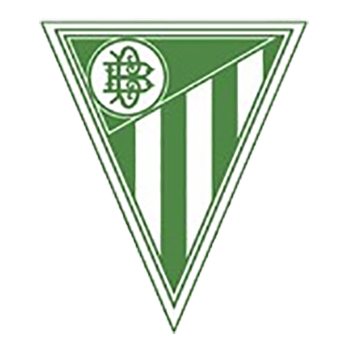
Introduzione della forma triangolare (1931-1932)
Stemma a forma triangolare a tredici strisce verdi e bianche (1932-1941)
Reintroduzione della corona reale (1941)

#### Inno
Il 6 luglio 1925, in occasione dei 18 anni del club, il direttore del Banda Soria 9 Manuel López Farfán insieme al sottoufficiale Andrés Egea composero l'inno El Real Betis Balompié. Si tratta del primo inno della storia del Betis, ed è uno dei più antichi brani musicali dedicati a una squadra di calcio. Venne recuperata dalla Banda Sinfónica Municipal de Sevilla e dal suo direttore Francisco Javier Gutiérrez Juan in occasione del centenario del club nel 2007. L'Himno del Betis è una composizione dei Cantores de Híspalis che venne rilasciata nel 1985 e rimase inno ufficiale negli anni 90, quando Lopera lo cambiò con Como Balas de Cañón che risale al 1982 e il cui vero nome è Himno Official. Il testo e la musica sono stati scritti e composti da Pepe Alonso Fernández per i 65 anni del club. Negli anni 90 divenne l'inno ufficiale, in quanto nel testo dell'inno dei Cantores de Híspalis era citato lo stadio Manuel Ruiz de Lopera, ovvero il vecchio nome dello stadio Benito Villamarín. Nel 2006 venne composto da Rafael Serna l'Himno del Centenario, chiamato Al final de la Palmera, in occasione del centenario del club, che ebbe luogo l'anno seguente. Questo inno arrivò primo nella lista di Promusicae per 4 settimane nel 2006 e per 8 settimane nel 2007. L'inno del centenario viene riprodotto alla fine delle partite casalinghe.

## Strutture

### Stadio

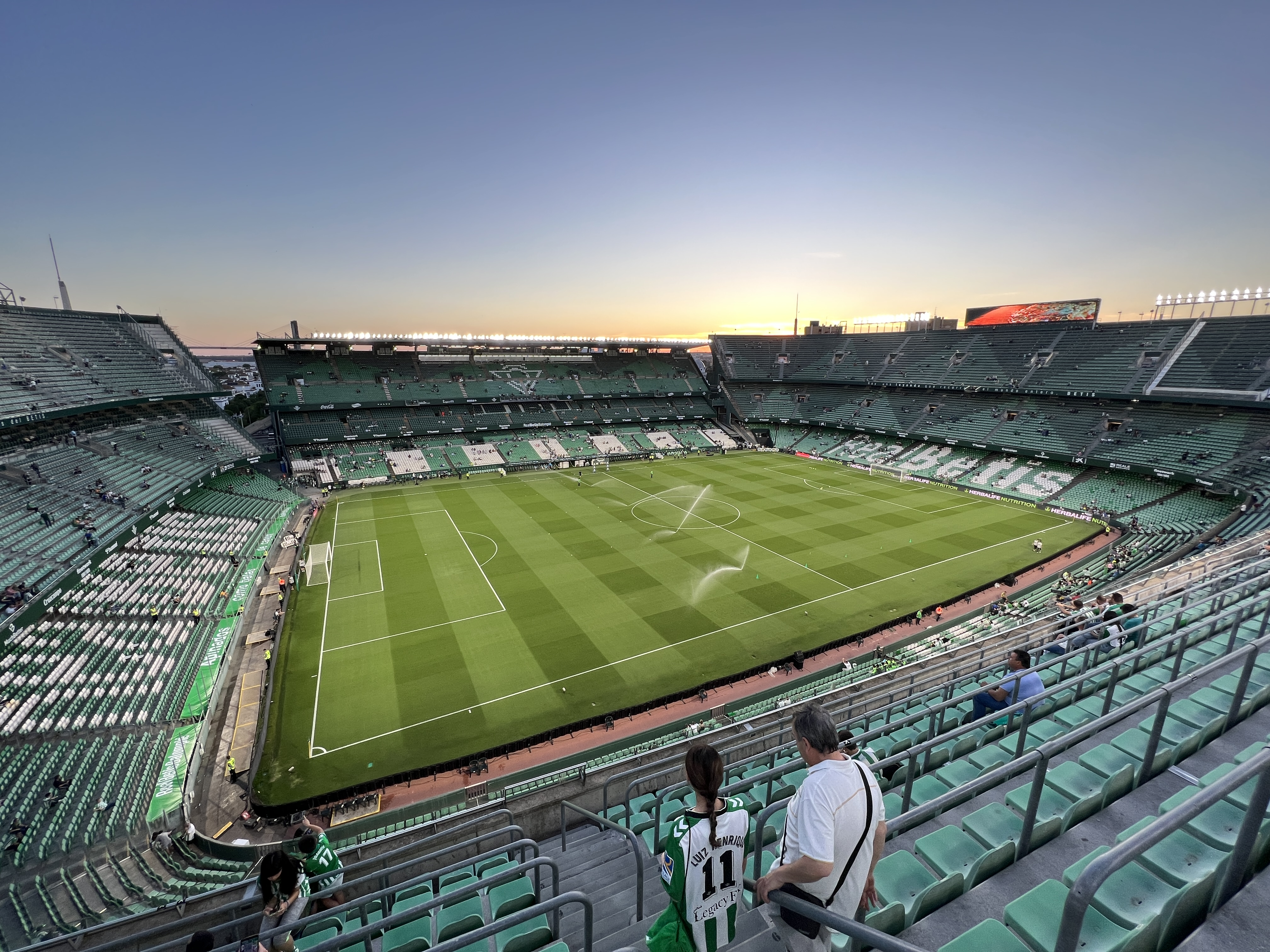
Panoramica dello stadio Benito Villamarín

Il Betis gioca le partite casalinghe allo stadio Benito Villamarín. L'impianto, noto in passato anche come Manuel Ruiz de Lopera e Municipal de Heliópolis, può contenere 60 720 spettatori ed è stato inaugurato nel 1929.

### Centro di allenamento
La Ciudad Deportiva Luis del Sol è un complesso sportivo dove si trovano i campi di allenamento della prima squadra e delle giovanili. Il complesso si trova vicino allo stadio Benito Villamarín, nel quartiere di Los Bermejales. È stato inaugurato nel 1997 dall'allora presidente Manuel Ruiz de Lopera.
È composto da due campi in erba naturale su cui abitualmente si allena la prima squadra e dove giocano le partite ufficiali la squadra riserve e quella femminile. Inoltre, dispone anche di due campi in erba sintetica, uno dei quali destinato alla pratica del calcio a 7.

## Società

### Organigramma societario
- Ángel Haro García - Presidente
- José Miguel López Catalàn - Vicepresidente
- Carlos Gonzáles de Castro - Consigliere e segretario
- José María Pagola Serra - Consigliere
- Ozgur Unay Unay - Consigliere
- José María Galliego Moyano - Consigliere
- Rafael Muela Velasco - Consigliere
- Ricardo Díaz Andrés - Consigliere

### Sponsor
- 1980-1987 Meyba
- 1987-1990 Hummel
- 1990-1991 Joma
- 1991-1994 Front Runner
- 1994-1995 Umbro
- 1995-2009 Kappa
- 2009-2012 RBb
- 2012-2015 Macron
- 2015-2018 adidas
- 2018-2022 Kappa
- 2022- Hummel

### Settore giovanile
La seconda squadra del club è il Real Betis Balompié B, fondato nel 1942. Milita in Segunda Federación, la quarta divisione del calcio spagnolo. Tra il 1962 e il 2011 era attivo anche il Real Betis Balompié C, in pratica la terza squadra.

## Allenatori e presidenti
- 1927-1928  César Reyes
- 1928-1930  Juan Armet
- 1930-1932  Emilio Sampere
- 1932-1935  Patrick O'Connell
- 1935-1936  Charles Slade
 Andrés Saranda
- 1939-1940  Andrés Saranda
- 1940-1942  Patrick O'Connell
- 1942-1943  Cesáreo Baragaño
 Francisco Gómez
- 1943-1944  André Aranda
- 1944-1945  Pedro Solé
 Andrés Aranda
 José Suárez
- 1945-1946  Pedro Solé
- 1946-1947  Patrick O'Connell
 José Suárez
- 1947-1948  José Quirante
- 1948-1949  José Suárez
- 1949-1951  Andrés Saranda
- 1951-1952  Francisco Gómez
- 1952-1953  Manuel Olivares
- 1953-1954  Francisco Gómez
- 1954-1955  Francisco Gómez
 Sabino Barinaga
- 1955-1956  Pepe Valera
- 1956-1957  Pepe Valera
 Carlos Iturraspe
- 1957-1958  Antonio Barrios
- 1958-1959  Antonio Barrios
 José Seguer
- 1959-1960  Enrique Fernández
 Sabino Barinaga
- 1960-1962  Ferdinand Daučík
- 1962-1963  Ferdinand Daučík
 Ernesto Pons
- 1963-1964  Domènec Balmanya
- 1964-1965  Louis Hon
 Rosendo Hernández
 Andrés Aranda
 Ernesto Pons
- 1965-1966  Martim Francisco
 Ernesto Pons
- 1966-1967  Luis Belló
 Antonio Barrios
- 1967-1968  César Rodríguez Álvarez
 Pepe Valera
 Sabino Barinaga
- 1968-1969  Sabino Barinaga
 Ferdinand Daučík
 Esteban Areta
 Santiago Tejera
- 1969-1970  Miguel González Pérez
 Antonio Barrios
- 1970-1971  Antonio Barrios
- 1971-1972  Antonio Barrios
 Esteban Areta
 Ferenc Szusza
- 1972-1976  Ferenc Szusza
- 1976-1977  Ferenc Szusza
 Rafael Iriondo
- 1977-1978  Rafael Iriondo
- 1978-1979  José Luis García Traid
 León Lasa Múgica
- 1979-1980  León Lasa Múgica
 Luis Cid
- 1980-1981  Luis Cid
- 1981-1982  Luis Aragonés
 Rafael Iriondo
 Pedro Buenaventura
 Antal Dunai
- 1982-1983  Antal Dunai
 Marcel Domingo
- 1983-1984  Pepe Alzate
- 1984-1985  Pepe Alzate
 Luis Cid
- 1985-1986  Luis Cid
 Luis del Sol
- 1986-1987  Luis del Sol
- 1987-1988  John Mortimore
 Pedro Buenaventura
- 1988-1989  Eusebio Ríos
 Pedro Buenaventura
 Cayetano Ré
 Pedro Buenaventura
- 1989-1990  Juan Corbacho
 Julio Cardeñosa
- 1990-1991  Julio Cardeñosa
 José Luis Romero
 José Ramón Esnaola
- 1991-1992  Jozef Jarabinsky
 Felipe Mesones
- 1992-1993  Jorge D'Alessandro
 José Ramón Esnaola
- 1993-1994  Sergije Krešić
 Llorenç Serra Ferrer
- 1994-1997  Llorenç Serra Ferrer
- 1997-1998  Luis Aragonés
- 1998-1999  Antonio Oliveira
 Vicente Cantatore
 Javier Clemente
- 1999-2000  Carlos Griguol
 Guus Hiddink
 Faruk Hadžibegić
- 2000-2001  Fernando Vázquez
 Luis del Sol
- 2001-2002  Juande Ramos
- 2002-2004  Víctor Fernández
- 2004-2006  Llorenç Serra Ferrer
- 2006-2007  Javier Irureta
 Luis Fernández
 Paco Chaparro
- 2007-2008  Héctor Cúper
 Paco Chaparro
- 2008-2009  Paco Chaparro 
 Josep María Nogués
- 2009-2010  Antonio Tapia
 Víctor Fernández
- 2010-2013  Pepe Mel
- 2013-2014  Pepe Mel
 Juan Carlos Garrido
 Gabriel Calderón
- 2014-2015  Julio Velázquez
 Juan Merino
 Pepe Mel
- 2015-2016  Pepe Mel
 Juan Merino
- 2016-2017  Gustavo Poyet
 Víctor Sánchez del Amo
 Alexis Trujillo
- 2017-2019  Quique Setién
- 2019-2020  Joan Francesc Ferrer Sicilia
 Alexis Trujillo
- 2020-  Manuel Pellegrini

- 1907-1909  Juan del Castillo Ochoa
- 1909-1911  Alfonso del Castillo Ochoa
- 1911-1912  José Gutiérrez Fernández
- 1912-1914  Juan del Castillo Ochoa
- 1914-1915  Herbert Richard Jones
- 1915-1917  Pedro Rodríguez de la Borbolla
- 1917-1918  Roberto Vicente de Mata
- 1918-1919  Eduardo Hernández Nalda
- 1919-1920  Carlos Alarcón de la Lastra
- 1920-1921  Jerónimo Pérez de Vargas
- 1921-1924  Gil Gómez Bajuelo
- 1924-1925  Antonio Poll Roma
- 1925-1928  Ramón Navarro Cáceres
- 1928-1929  Ignacio Sánchez Mejías
- 1929-1930  Daniel Mezquita
- 1930-1931  Camilo Romero Sánchez
- 1931-1933  Jose Ignacio Mantecón Navasal
- 1933-1935  Antonio Moreno Sevillano
- 1935-1936  Francisco Navarro López
- 1939-1940  Valentín Pérez Martínez
- 1940-1942  Ramón Poll Carbonell
- 1942-1943  Alfonso Alarcón de Lastra
- 1943-1944  Francisco Cantalapiedra
- 1944-1945  Eduardo Benjumena Vázquez
- 1945-1946  Manuel Romero Puerto
- 1946-1947  Filomeno de Aspe Martínez
- 1947-1950  Pascual Aparicio García
- 1950-1952  Francisco de la Cerda Carmona
- 1952-1955  Manuel Ruiz Rodríguez
- 1955-1965  Benito Villamarín
- 1965-1966  Avelino Villamarín Prieto
- 1966-1967  Andrés Gaviño
- 1967-1968  Julio de la Puerta Castro
- 1968-1969  José León Gómez
- 1969-1979  José Núñez Naranjo
- 1979-1983  Juan Manuel Mauduit
- 1983-1989  Gerardo Martínez Retamero
- 1989-1992  Hugo Galera Davidson
- 1992-1996  José León Gómez
- 1996-2006  Manuel Ruiz de Lopera
- 2006-2010  José León Gómez
- 2010-2011  Rafael Gordillo
- 2011-2014  Miguel Guillén Vallejo
- 2014-2016  Juan Carlos Ollero
- 2016-  Ángel Haro

## Calciatori

### Vincitori di titoli
Campioni del mondo
- Denílson (Corea del Sud-Giappone 2002)
- Germán Pezzella (Qatar 2022)
- Guido Rodríguez (Qatar 2022)

Campioni d'Europa
- Pepín (Spagna 1964)
- Juanito (Austria-Svizzera 2008)
- Ayoze Pérez (Germania 2024)

Campioni del Sudamerica
- Guido Rodríguez (Brasile 2021 e USA 2024)
- Germán Pezzella (USA 2024)

## Palmarès

### Competizioni nazionali
- Campionato spagnolo: 1

1934-1935
- Coppa di Spagna: 3

1976-1977, 2004-2005, 2021-2022
- Segunda División: 7

1931-1932, 1941-1942 (gruppo III), 1957-1958 (gruppo II), 1970-1971, 1973-1974, 2010-2011, 2014-2015
- Tercera División: 1

1953-1954 (gruppo VI)

### Competizioni regionali
- Campeonato Regional Sur: 1

1927-1928
- Coppa della città di Siviglia: 6

1910, 1911, 1912, 1914, 1915, 1920
•  Campionato Provinciale di Siviglia: 3
1982, 1986, 1987

## Statistiche e record

### Partecipazione ai campionati
Alla stagione 2025-2026 il Betis Siviglia ha totalizzato le seguenti partecipazioni ai campionati nazionali spagnoli:
| Livello | Categoria        | Partecipazioni | Debutto   | Ultima stagione | Totale |
| ------- | ---------------- | -------------- | --------- | --------------- | ------ |
| 1º      | Primera División | 60             | 1932-1933 | 2025-2026       | 60     |
| 2º      | Segunda División | 28             | 1928-1929 | 2014-2015       | 28     |
| 3º      | Tercera División | 7              | 1947-1948 | 1953-1954       | 7      |

### Partecipazione alle coppe
| Competizione            | Partecipazioni | Debutto | Ultima stagione | Totale |
| ----------------------- | -------------- | ------- | --------------- | ------ |
| Coppa del Re            | 54             | 1926    | 2024-2025       | 88     |
| Coppa della Repubblica  | 6              | 1931    | 1936            | 88     |
| Coppa del Generalissimo | 28             | 1939    | 1975-1976       | 88     |
| Coppa della Liga        | 4              | 1983    | 1986            | 4      |
| Supercoppa di Spagna    | 2              | 2005    | 2023            | 2      |

### Partecipazione ai tornei internazionali
| Competizione           | Partecipazioni | Debutto   | Ultima stagione | Totale |
| ---------------------- | -------------- | --------- | --------------- | ------ |
| UEFA Champions League  | 1              | 2005-2006 | 2005-2006       | 1      |
| Coppa delle Coppe      | 2              | 1977-1978 | 1997-1998       | 2      |
| Coppa UEFA             | 6              | 1982-1983 | 2005-2006       | 11     |
| UEFA Europa League     | 5              | 2013-2014 | 2023-2024       | 11     |
| UEFA Conference League | 2              | 2023-2024 | 2024-2025       | 2      |
| Coppa delle Fiere      | 1              | 1964-1965 | 1964-1965       | 1      |

### Statistiche di squadra
A livello internazionale la miglior vittoria è il 6-0 ottenuto contro il Jablonec nei play-off della UEFA Europa League 2013-2014, mentre la peggior sconfitta il 4-0 subito contro il Chelsea nella fase a gironi della UEFA Champions League 2005-2006.

### Statistiche individuali
Il calciatore con più presenze della squadra è Joaquín a quota 437, mentre il miglior marcatore è Rubén Castro con 147 gol.
| Record di presenze - 437 Joaquín (2000-2006, 2015-2023) - 378 José Ramón Esnaola (1973-1985) - 343 Rafael Gordillo (1976-1985, 1992-1995) - 337 Julio Cardeñosa (1974-1985) - 328 Javier López García (1970-1982) - 315 Juan Merino (1991-2002) - 305 Antonio Benítez Fernández (1970-1983) - 303 Juanjo Cañas (1994-2006) - 300 Rogelio Sosa Ramírez (1962-1978) - 285 Francisco Bizcocho (1971-1982) | Record di reti - 147 Rubén Castro (2010-2017, 2018) - 94 Manuel Domínguez Sánchez (1945-1947) - 93 Hipólito Rincón (1981-1989) - 89 Rogelio Sosa Ramírez (1962-1978) - 80 Alfonso Pérez (1995-2000, 2002-2005) - 80 Francisco González (1933-1942) - 77 Jorge Molina (2010-2016) - 69 Ángel Martín Rodríguez (1933-1949) - 67 Fernando Ansola (1961-1966) - 65 Joaquín (2000-2006, 2015-2023) |

## Tifoseria

### Storia

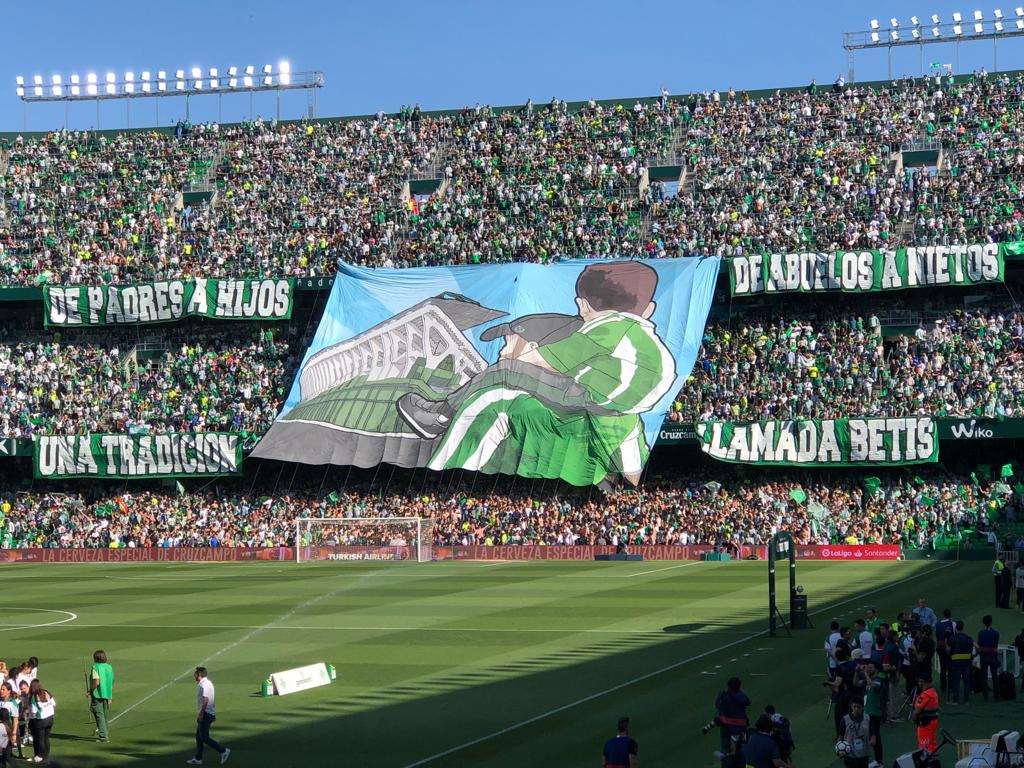
Tifoseria del Betis nel derby del 2018

I Supporters Gol Sur, conosciuti anche come Supporters o SGS, sono un gruppo organizzato di ultra tifosi che si trovano nel Gol Sur dello stadio Benito Villamarín . Questo gruppo è stato creato nella stagione 1986-1987.
Nella seconda metà del XX secolo furono presenti una serie di gruppi di supporto del Betis che non erano considerati ultras. Alla fine degli anni 60 emerse la peña del Chupe, che manteneva conflitti con altri tifosi in alcuni stadi spagnoli ed europei. Nel 1986 un gruppo di tifosi decise di lasciare i los Chupes per creare un diverso gruppo di ultras: gli Skinhead.

### Gemellaggi e rivalità
Il gruppo degli Skinhead è gemellato con il Frente Atlético dell'Atlético Madrid e con gli Ultra Boys dello Sporting Gijón. Mantengono anche buoni rapporti con il Fronte Onuba del Recreativo Huelva.
La più grande rivalità del Betis è con il Siviglia fin quasi dal momento della sua fondazione nel 1907. Era il 1909 quando una scissione all'interno della squadra sivigliana formò il Betis Foot-Ball Club, causata dal rifiuto dei sivigliani di accettare il figlio di un operaio nella loro squadra. Questo nuovo club fu assorbito nel 1914 dal Siviglia Balompié a causa delle difficoltà economiche di cui soffriva, dando vita al Real Betis Balompié. Il nuovo club ereditò la rivalità con i rojiblancos.

## Organico

### Rosa 2025-2026
Rosa e numerazione aggiornate al 12 agosto 2025.
| N. |                         | Ruolo | Calciatore        |
| -- | ----------------------- | ----- | ----------------- |
| 1  | Spagna (bandiera)       | P     | Álvaro Valles     |
| 2  | Spagna (bandiera)       | D     | Héctor Bellerín   |
| 3  | Spagna (bandiera)       | D     | Diego Llorente    |
| 4  | Brasile (bandiera)      | D     | Natan             |
| 5  | Spagna (bandiera)       | D     | Marc Bartra       |
| 6  | Spagna (bandiera)       | C     | Sergi Altimira    |
| 7  | Spagna (bandiera)       | C     | Rodrigo Riquelme  |
| 9  | Argentina (bandiera)    | A     | Chimy Ávila       |
| 10 | Marocco (bandiera)      | A     | Abde Ezzalzouli   |
| 11 | RD del Congo (bandiera) | A     | Cédric Bakambu    |
| 12 | Svizzera (bandiera)     | D     | Ricardo Rodríguez |
| 13 | Spagna (bandiera)       | P     | Adrián            |

| N. |                            | Ruolo | Calciatore       |
| -- | -------------------------- | ----- | ---------------- |
| 18 | Spagna (bandiera)          | C     | Pablo Fornals    |
| 19 | Colombia (bandiera)        | A     | Cucho Hernández  |
| 20 | Argentina (bandiera)       | C     | Giovani Lo Celso |
| 21 | Spagna (bandiera)          | C     | Marc Roca        |
| 22 | Spagna (bandiera)          | C     | Isco (capitano)  |
| 23 | Rep. Dominicana (bandiera) | D     | Junior Firpo     |
| 24 | Spagna (bandiera)          | A     | Aitor Ruibal     |
| 40 | Spagna (bandiera)          | D     | Ángel Ortiz      |
| 46 | Spagna (bandiera)          | C     | Mateo Flores     |
|    | Colombia (bandiera)        | C     | Nelson Deossa    |
|    | Spagna (bandiera)          | P     | Pau López        |

### Staff tecnico
- Manuel Pellegrini - Allenatore
- Rubén Cousillas - Allenatore in seconda
- Fernando Fernández - Allenatore in seconda
- Toni Doblas - Preparatore dei portieri
- José Cabello - Preparatore atletico
- Félix Fernández - Preparatore atletico
- Antonio Santos - Accompagnatore
- David Álvarez - Fisioterapista
- Manuel Alcantarilla - Fisioterapista
- José Manuel Álvarez - Medico